# 5719 Křižík
5719 Křižík eller 1983 RX är en asteroid i huvudbältet som upptäcktes den 7 september 1983 av den tjeckiske astronomen Antonín Mrkos vid Kleť-observatoriet i Tjeckien. Den är uppkallad efter den tjeckiska uppfinnaren František Křižík.
Den tillhör asteroidgruppen Flora.